# Franz-Albrecht Metternich-Sandor
Franz-Albrecht Maximilian Wolfgang Josef Thaddäus Maria Metternich-Sándor (fino al 1926 Hohenlohe-Breunner-Enkevoirth; Rauden, 23 ottobre 1920 – Cetona, 25 giugno 2009) è stato un membro del ramo di Ratibor del Casato di Hohenlohe. In Germania è stato spesso definito come Duca di Ratibor e Principe di Corvey.

## Biografia

### Infanzia
Franz-Albrecht era il figlio più giovane del duca Vittorio III, duca di Ratibor (1879-1945), discendente del casato principesco degli Hohenlohe, dei quali portava il cognome, e della principessa Elisabetta di Oettingen-Oettingen e Oettingen-Spielberg (1886-1976); altri undici fratelli e sorelle lo precedevano. I suoi nonni paterni erano il duca Vittorio II, duca di Ratibor e la contessina Marie von Breunner-Enkevoirth, di origini fiamminghe; invece gli Oettingen, principi del Sacro Romano Impero discendevano da Federico di Staufen (997/999-1070/1075) e da Sigehardus comes in pago Riezzin). 
Una delle sue zie materne, Klementine von Metternich-Sándor (1870-1963), sposata con il fratello di sua madre e vedova senza eredi, lo adottò nel 1926 e lo dotò del suo cognome: così divenne Franz-Albrecht Metternich-Sándor. I genitori di Klementine erano il principe Richard von Metternich e Pauline von Metternich, diretti discendenti di Klemens von Metternich, il grande statista austriaco. 

### Matrimonio
Il 2 ottobre 1962 Franz-Albrecht sposò la contessina Isabella zu Salm-Reifferscheidt-Krautheim und Dyck (1939), figlia del conte Franz Josef (1892-1957) e della contessina Cäcilie zu Salms-Salm (1911-1991).

### Studi ed opere
Dopo gli studi all'Università di Lipsia nella facoltà di storia medievale, partecipò brevemente alla Seconda Guerra Mondiale come sottotenente della Wehrmacht in Africa. Tornato in Germania dopo la prigionia in Sudafrica, con la morte del padre si vide proprietario di una delle più grandi biblioteche private della Germania e dell'Europa, la Biblioteca principesca di Corvey, che vanta più di 74.000 volumi, tra i quali più di 20.000 risalenti a prima del XVII secolo e 800 codici medievali, tra i quali alcuni risalenti a prima dell'anno 1000: il merito di questa gigantesca collezione era dovuto alla mania bibliofila di Vittorio Amedeo d'Assia-Rotenburg (trisnonno di Franz-Albrecht) che aveva donato tutta la sua collezione al genero, ovvero il bisnonno di Metternich. Franz-Albrecht donò la collezione all'Università di Paderborn divenendone il bibliotecario e storico: fu infatti autore di diversi saggi sulla storia della biblioteca e su alcuni membri della sua famiglia, e tradusse in tedesco moderno numerosi volumi; inoltre diresse la proiezione di microfilm nei quali venivano fotocopiati alcuni manoscritti altrimenti inagibili, che furono proiettati in tutta la Germania.
Franz-Albrecht fu membro del FDP e del Partito Monarchico Federale diretto da Hermann Otto Solms; nel 1995 ha ricevuto la medaglia dell'Università di Paderborn e nel 2003 la Bundesverdienstkreuz am Bande.

## Discendenza
Il duca Franz-Albrecht Metternich-Sándor e la contessa Isabella zu Salm-Reifferscheidt-Krautheim und Dyck ebbero cinque figli maschi:
- Viktor Metternich-Sándor, V duca di Ratibor, V principe di Corvey (Vienna, 28 marzo 1964)
- Principe Tassilo Ferdinand Metternich-Sándor, prinz von Ratibor und Corvey (Vienna, 23 ottobre 1965)
- Principe Stephan Aloysius Metternich-Sándor, prinz von Ratibor und Corvey (Vienna, 2 luglio 1968)
- Principe Benedikt Christian Metternich-Sándor, prinz von Ratibor und Corvey (Vienna, 25 gennaio 1971)
- Principe Philipp Stanislaus Metternich-Sándor, prinz von Ratibor und Corvey (Vienna, 14 maggio 1976)

## Ascendenza
|                                          |                                         |                                            | Genitori                                           |  |  | Nonni |  |  | Bisnonni                      |  |  | Trisnonni                                       |  |
|                                          |                                         |                                            |                                                    |  |  |       |  |  | Vittorio I, I duca di Ratibor |  |  | Francesco Giuseppe di Hohenlohe-Schillingsfürst |  |
|                                          |                                         |                                            |                                                    |  |  |       |  |  | Vittorio I, I duca di Ratibor |  |  | Francesco Giuseppe di Hohenlohe-Schillingsfürst |  |
|                                          |                                         | Costanza di Hohenlohe-Langenburg           |                                                    |  |  |       |  |  | Vittorio I, I duca di Ratibor |  |  |                                                 |  |
| Vittorio II, II duca di Ratibor          |                                         |                                            |                                                    |  |  |       |  |  | Vittorio I, I duca di Ratibor |  |  |                                                 |  |
|                                          |                                         | Amalia di Fürstenberg                      | Carlo Eccardo II di Fürstenberg                    |  |  |       |  |  |                               |  |  |                                                 |  |
|                                          |                                         | Amalia di Fürstenberg                      | Carlo Eccardo II di Fürstenberg                    |  |  |       |  |  |                               |  |  |                                                 |  |
|                                          |                                         | Amalia di Fürstenberg                      | Amalia di Baden                                    |  |  |       |  |  |                               |  |  |                                                 |  |
| Vittorio III, III duca di Ratibor        |                                         | Amalia di Fürstenberg                      |                                                    |  |  |       |  |  |                               |  |  |                                                 |  |
|                                          |                                         | Augusto Giovanni di Breunner-Enckevoirth   | Agosto Ferdinando di Breunner-Enckevoirth          |  |  |       |  |  |                               |  |  |                                                 |  |
|                                          |                                         | Augusto Giovanni di Breunner-Enckevoirth   | Agosto Ferdinando di Breunner-Enckevoirth          |  |  |       |  |  |                               |  |  |                                                 |  |
|                                          |                                         | Augusto Giovanni di Breunner-Enckevoirth   | Maria Teresa Esterházy de Galántha                 |  |  |       |  |  |                               |  |  |                                                 |  |
| Maria di Breunner-Enkevoirth             |                                         | Augusto Giovanni di Breunner-Enckevoirth   |                                                    |  |  |       |  |  |                               |  |  |                                                 |  |
|                                          |                                         | Agata Széchényi de Sárvár-Felsövidék       | Giovanni Nepomuceno Széchényi de Sárvár-Felsövidék |  |  |       |  |  |                               |  |  |                                                 |  |
|                                          |                                         | Agata Széchényi de Sárvár-Felsövidék       | Giovanni Nepomuceno Széchényi de Sárvár-Felsövidék |  |  |       |  |  |                               |  |  |                                                 |  |
|                                          |                                         | Agata Széchényi de Sárvár-Felsövidék       | Agata Erdődy de Monyorókerék et Monoszló           |  |  |       |  |  |                               |  |  |                                                 |  |
| Francesco Alberto, IV duca di Ratibor    |                                         | Agata Széchényi de Sárvár-Felsövidék       |                                                    |  |  |       |  |  |                               |  |  |                                                 |  |
|                                          | Ottone, principe di Oettingen-Spielberg | Luigi III, principe di Oettingen-Spielberg |                                                    |  |  |       |  |  |                               |  |  |                                                 |  |
|                                          | Ottone, principe di Oettingen-Spielberg | Luigi III, principe di Oettingen-Spielberg |                                                    |  |  |       |  |  |                               |  |  |                                                 |  |
|                                          | Ottone, principe di Oettingen-Spielberg | Amalia di Wrede                            |                                                    |  |  |       |  |  |                               |  |  |                                                 |  |
| Alberto, principe di Oettingen-Spielberg | Ottone, principe di Oettingen-Spielberg |                                            |                                                    |  |  |       |  |  |                               |  |  |                                                 |  |
|                                          |                                         | Giorgina Clementina di Königsegg-Aulendorf | Francesco Carlo di Königsegg-Aulendorf             |  |  |       |  |  |                               |  |  |                                                 |  |
|                                          |                                         | Giorgina Clementina di Königsegg-Aulendorf | Francesco Carlo di Königsegg-Aulendorf             |  |  |       |  |  |                               |  |  |                                                 |  |
|                                          |                                         | Giorgina Clementina di Königsegg-Aulendorf | Maria GIuseppa Károlyi de Nagy-Károly              |  |  |       |  |  |                               |  |  |                                                 |  |
| Elisabetta di Oettingen-Spielberg        |                                         | Giorgina Clementina di Königsegg-Aulendorf |                                                    |  |  |       |  |  |                               |  |  |                                                 |  |
|                                          |                                         | Riccardo, principe di Metternich           | Clemente, principe di Metternich                   |  |  |       |  |  |                               |  |  |                                                 |  |
|                                          |                                         | Riccardo, principe di Metternich           | Clemente, principe di Metternich                   |  |  |       |  |  |                               |  |  |                                                 |  |
|                                          |                                         | Riccardo, principe di Metternich           | Maria Antonia di Leykam                            |  |  |       |  |  |                               |  |  |                                                 |  |
| Sofia di Metternich                      |                                         | Riccardo, principe di Metternich           |                                                    |  |  |       |  |  |                               |  |  |                                                 |  |
|                                          |                                         | Paolina Sándor de Szlavnicza               | Maurizio Sándor de Szlavnicza                      |  |  |       |  |  |                               |  |  |                                                 |  |
|                                          |                                         | Paolina Sándor de Szlavnicza               | Maurizio Sándor de Szlavnicza                      |  |  |       |  |  |                               |  |  |                                                 |  |
|                                          |                                         | Paolina Sándor de Szlavnicza               | Leontina di Metternich                             |  |  |       |  |  |                               |  |  |                                                 |  |
|                                          |                                         | Paolina Sándor de Szlavnicza               |                                                    |  |  |       |  |  |                               |  |  |                                                 |  |